# Lisa See
Lisa See és una escriptora d'origen xinès (París, 18 de febrer de 1955) que de ben jove va viure als Estats Units, al barri xinès (Chinatown) de Los Angeles. És la besneta de Fong See. El 1979 es va graduar. Ha col·laborat en diaris com el New York Times o el Washington Post. Ha escrit també amb el pseudònim de Monica Higland. Casada amb dos fills. Les seves novel·les estan ambientades a la Xina i caracteritzades per un cert exotisme oriental però movent-se dins la novel·la històrica.

## Obra
- On Gold Mountain: The One Hundred Year Odyssey of My Chinese-American Family (1995). Va ser el seu primer llibre.
- Flower Net (1997). La seva primera novel·la
- The Interior (2000)
- Dragon Bones (2003)
- Snow Flower and the Secret Fan (2005)
- Peony in Love (2007)
- Shanghai Girls (2009)
- Dreams of Joy (2011)

### Obres traduïdes al català
- Flor de neu i el ventall secret (on fa menció al "nu-shu ", també coneguda com a "nushu", o escriptura de les dones)
- El pavelló de les peònies
- Les noies de Xangai
- Somnis de felicitat